# Ехидо Леј Аграрија, Блоке 1609 (Бакум)
Ехидо Леј Аграрија, Блоке 1609 (шп. Ejido Ley Agraria, Bloque 1609) насеље је у Мексику у савезној држави Сонора у општини Бакум. Насеље се налази на надморској висини од 10 м.

## Становништво
Према подацима из 2010. године у насељу су живела 3 становника.

### Хронологија
| Година       | 2000        | 2005 | 2010 |
| ------------ | ----------- | ---- | ---- |
| Становништво | 14 (4 / 10) | 8    | 3    |

### Попис
| # | Индикатор                     | Вредност |
| - | ----------------------------- | -------- |
| 1 | Укупно домаћинстава           | 2        |
| 2 | Укупно насељених домаћинстава | 1        |
| 3 | Величина локације             | 1        |